# جليلة (فلم تلفزيوني)
جليلة هو فيلم أو سهرة تلفزيونية درامية من إنتاج عام 1993م،

## قصة العمل
حكاية فتاة أنكر أخوتها تضحياتها وأهملوها، ورفضوا أن يتيحوا لها فرصة ثانية للحياة مع شخص أحبها وأحبته، بل هددوها بمستشفى الأمراض العقلية بديلاً عن بيت الأسرة الذي قضت عمرها فيه.كما أنها ليست حكاية عن فتاة تنازلت عن حقها في الحب من أجل تربية أخوتها الأيتام، فلما كبروا فرضوا عليها التنازل عن حق الزواج بمن أحبته في مرحلة متأخرة لأنه أصغر منها، وأيضا ليست«حدوتة» الطمع أو الجشع الذي يدفع بالإخوة إلى «نهب» أختهم في الماضي ثم في الحاضر، والبحث عن «رصيد ميت» ممثل في شقة، العائلة لإحيائه ولضرب تلك الأخت في مقتل، ولكنها دراما عن الانهيار النفساني والأخلاقي والاجتماعي العميق، وعن تدهور القيم إلى درجة اغتيال الفصائل الجميلة الباقية في حياتنا.. إنها دراما عن أنواع جديدة من القتل يمارسها البشر تجاه بعضهم بعضا...ويمارسها الأخوة أمام الجميع

## الممثلون
- سمر سامي (جليلة)
- عابد فهد (حسام)
- غسان مسعود
- نورمان أسعد (نورة)
- جلال شموط
- أنطوانيت نجيب